# Lone Njor Hulth
Lone Njor Hulth, indtil sit ægteskab i 2002 Lone Njor (født 11. maj 1951 i Svendborg), er en dansk lærer og organisationskvinde. 1992-1997 var hun direktør for Turismens Fællesråd, og 2002-2010 var hun direktør for restaurationsbranchens organisation HORESTA. Tidligere har hun i en årrække arbejdet som lærer og undervisningskonsulent i Afrika.

## Liv og levned
Lone Njor blev født i Svendborg i 1951. Hendes forældre var lodsformand Knud Anker Njor og hans kone Grete (født Pedersen). Lone blev student fra Nakskov Gymnasium i 1970 og tog efterfølgende lærereksamen  fra Frederiksberg Seminarium i 1974. I 1991 fulgte hun op med en uddannelse som merkonom i markedsføring på Ishøj Handelsskole.
Hun arbejdede som lærer i Brøndby Kommune 1974-1977, hvorefter hun rejste til Zambia for at undervise der. I 1979 vendte hun tilbage til Danmark og fik et job som lærer i Brøndby, men Afrika optog hende fortsat. I 1983 blev hun ansat i Mellemfolkeligt Samvirke, hvor hun blandt andet var med til at ansætte medarbejdere til bistandsprojekter i Afrika, og 1986-1989 boede hun i Mozambique som rådgiver for landets undervisningsministerium.
Da Njor atter kom til Danmark i 1989, fik hun job i Turismens Fællesråd som uddannelseskonsulent 1989-1992, hvorefter hun var organisationens direktør indtil 1997. Hun forlod denne stilling til fordel for en post som vicedirektør i restaurationsbranchens brancheorganisation HORESTA. Fra 2002 blev hun organisationens direktør, fra 2007 med titel af adm. direktør, hvilken post hun forlod i 2010. I de otte år, hun var frontfigur i HORESTA, var hun en hyppig gæst i medierne, og organisationen voksede fra 1600 medlemsvirksomheder i 2003 til over 2200 i 2010. Hendes strategi gik blandt andet ud på at ændre branchens image væk fra dårlige pressehistorier om sort økonomi, dårlig fødevarehygiejne og problematiske arbejdsforhold for de ansatte. 

## Privatliv
Lone Njor blev i 2002 gift med adm. direktør Mats Hulth (sv) (født 1946 i Stockholm). Han er tidligere direktør for Sveriges Hotel och Restaurantforetagere og forhenværende borgmester i Stockholm.

## Andet
Lone Njor Hulth har varetaget en række bestyrelsesposter og andre hverv. Hun har således været bestyrelsesmedlem for Professionshøjskolen UCC i København og Det Grønlandske Hus i København.
Lone Njor Hulth er optaget i Kraks Blå Bog.